# Terry Yegbe
Terry Yegbe, né le 25 janvier 2001 à Akatsi au Ghana, est un footballeur international ghanéen qui évolue au poste de défenseur central à l'IF Elfsborg.

## Biographie

### En club
Né à Akatsi, une petite ville de la région de la Volta au Ghana, Terry Yegbe est formé par le club local du WAFA avant de rejoindre un autre club ghanéen, le Vision FC. Il est prêté en 2022 au SJK Seinäjoki, avec lequel il joue dans un premier temps avec l'équipe réserve du club.
Le joueur fait bonne impression et attire alors plusieurs clubs, le SJK décide alors de le recruter définitivement à l'été 2023 et il signe un contrat courant jusqu'en décembre 2027,.
Il joue son premier match en équipe première le 28 janvier 2023, lors d'une rencontre de coupe de la Ligue face au Kuopion Palloseura en étant titularisé. Son équipe est battue par un but à zéro.
En janvier 2024, Terry Yegbe rejoint la Suède afin de s'engager en faveur de l'IF Elfsborg. Le transfert est annoncé dès le 13 décembre 2023 et il signe un contrat courant jusqu'en décembre 2028,.
Le 14 juillet 2024, Yegbe se fait remarquer en marquant deux buts, lors d'une rencontre de championnat face au BK Häcken. Titularisé, il participe ce jour-là à la victoire de son équipe par cinq buts à trois,.

### En sélection
Terry Yegbe est appelé pour la première fois avec l'équipe nationale du Ghana en novembre 2024. Il honore sa première sélection lors de ce rassemblement face au Niger le 18 novembre 2024. Il est titularisé et son équipe est battue par deux buts à un.